# ガブリエウ・ヴィニシウス・メニーノ
ガブリエウ・メニーノ（Gabriel Menino）ことガブリエウ・ヴィニシウス・メニーノ（ポルトガル語: Gabriel Vinicius Menino、2000年9月29日 - ）は、ブラジルのサッカー選手。ポジションはMFまたはDF。

## クラブ歴
2017年にグアラニFCの下部組織からSEパルメイラスの下部組織に移った。同年にU-17のコパ・ド・ブラジルを制した。
2019年11月25日にトップチームに昇格。2020年1月22日にカンピオナート・パウリスタでフル出場しプロ初出場を記録した。9月17日にコパ・リベルタドーレス2020でプロ初得点を記録した。

## 代表歴
U-20代表として2019 南米ユース選手権に出場した。
2020年9月18日にはブラジルA代表から招集されたが出場機会は無かった。